# كيفن كيفيدو
كيفن كيفيدو هو لاعب كرة قدم منغولي في مركز مهاجم ‏، ولد في 22 فبراير 1997 في ليما في بيرو. لعب مع نادي يونيفرسيتاريو.

## وصلات خارجية
- كيفن كيفيدو على موقع قاعدة بيانات كرة القدم.إي يو (الإنجليزية)
- كيفن كيفيدو على موقع Soccerway.com (الإنجليزية)
- كيفن كيفيدو على موقع AS.com (الإسبانية)